# Datatilsynet (Dänemark)
Datatilsynet ist die nationale Datenschutzbehörde Dänemarks mit Sitz in Kopenhagen, die dem Justizministerium (Justitsministeriet) unterstellt ist. Sie überwacht die Datenverarbeitung und kann dabei auf Anfragen der Bürger als auch selbständig tätig werden. Direktorin der Datenschutzbehörde mit rund 66 Mitarbeitern (darunter Anwälte und IT-Sicherheitsberater) ist seit dem 1. August 2015 Cristina Angela Gulisano.
Datatilsynet ist Mitglied der Artikel-29-Datenschutzgruppe, in der sie durch Cristina Angela Gulisano vertreten wird, als auch Mitglied der Internationalen Konferenz der Beauftragten für den Datenschutz und den Schutz der Privatsphäre. Aufgabe der Behörde ist es, sicherzustellen, dass die Vorschriften der Verordnung über personenbezogene Daten und des Datenschutzgesetzes, die eine EU-Richtlinie umsetzen, eingehalten werden.
Bis 2002 wurde die Behörde als Registertilsynet (dänische Registerbehörde) bezeichnet.
Ähnliche Behörden gibt es neben den in allen EU-Ländern in Norwegen (ebenfalls als "Datatilsynet" bezeichnet) und Island.

## Datenrat
Im Zusammenhang mit dem Übergang zu einer neuen Rechtsgrundlage wurde nach dem 25. Mai 2018 ein neuer Datenrat eingerichtet. Der Justizminister ernennt den Datenrat, der aus einem Vorsitzenden, der Richter am Obersten Gerichtshof oder nationaler Richter sein muss, und sieben weiteren Mitgliedern besteht. Der Minister für Handel und Industrie (Erhvervsminister) und der Minister for offentlig innovation ernennen jeweils eines der sieben anderen Mitglieder. Der Datenrat trifft in erster Linie Entscheidungen in Fällen prinzipieller Natur.
Die Geschäftsordnung des Datenrates, die vom Rat selbst festgelegt wird, wurde auf der ersten Sitzung am 20. Dezember 2018 verabschiedet. Der Datenrat wird für vier Jahre ernannt. Eine Wiederernennung kann zweimal erfolgen. Die Ernennung erfolgt auf der Grundlage der beruflichen Qualifikation der Mitglieder.
Vorsitzender des Datenrates ist im Jahre 2020 der Richter am Obersten Gerichtshof Kristian Korfits Nielse.